# Солоновка (Павловский район)
Солоновка — село в Павловском районе Алтайского края. Входит в состав Черёмновского сельсовета. Основано в 1923 году.

## География
Село находится на расстоянии 21 км (по прямой) к юго-востоку от села Павловск, административного центра района.

## Население
| 1926 | 1997 | 1998 | 1999 | 2000 | 2001 |
| ---- | ---- | ---- | ---- | ---- | ---- |
| 482  | ↘148 | →148 | ↗153 | ↘150 | ↘149 |
| 2002 | 2003 | 2004 | 2005 | 2006 | 2007 |
| ↘134 | ↗145 | ↗156 | →156 | ↗158 | ↘156 |
| 2008 | 2009 | 2010 | 2011 | 2012 | 2013 |
| →156 | ↘150 | ↘140 | ↘138 | ↗153 | ↗160 |

## Улицы
- ул. Коммунаров,
- ул. Кузнецова,
- ул. Лесная.